# Nikola Mektić
Nikola Mektić (født 24. december 1988 i Zagreb, Jugoslavien) er en professionel tennisspiller fra Kroatien.